# Dolní Chrastava
Dolní Chrastava je část města Chrastava v okrese Liberec. Nachází se na západě Chrastavy. Prochází zde silnice I/13 a stojí zde chrastavské nádraží. Místní část je vymezena katastrálním územím Dolní Chrastava o rozloze 3,02 km².

## Členění
Dolní Chrastava se statisticky člení na základní sídelní jednotky:
- U nádraží: oblast v okolí nádraží a Nádražní ulice, na severu a severovýchodě ohraničená silnicí I/13. Jde převážně o průmyslovou oblast s několika továrnami, ovšem jihovýchodní část průmyslové zóny patří do katastrálního území Chrastava II, které je exklávou místní části Chrastava.
- Liberecká silnice: téměř nezastavěný pás území zahrnující mimoúrovňovou křižovatku silnice I/13 a severovýchodní úbočí Ovčí hory. Navzdory názvu, směr tohoto pásma není totožný se směrem silnice I/13, ale vybočuje od ní více k jihu. Tento pás Dolní Chrastavy od sebe odděluje katastrální území Chrastava I a Chrastava II a činí tak z katastrálního území Chrastava II exklávu centrální místní části Chrastava.
- Bílokostelecká: soubor zástavby severně od silnice I/13, v okolí Bílokostelecké ulice, ulice Větrná, Sedmidomská, Polní.
- Vítkovská-západ: zčásti zastavěný pás území víceméně po západní straně Vítkovské ulice
- Chrastavský Špičák: převážně nezastavěná oblast až k vrcholům Chrastavský Špičák (na západě) a Dlouhý kopec (na severu na hranici s Dolním Vítkovem)

## Fotografie

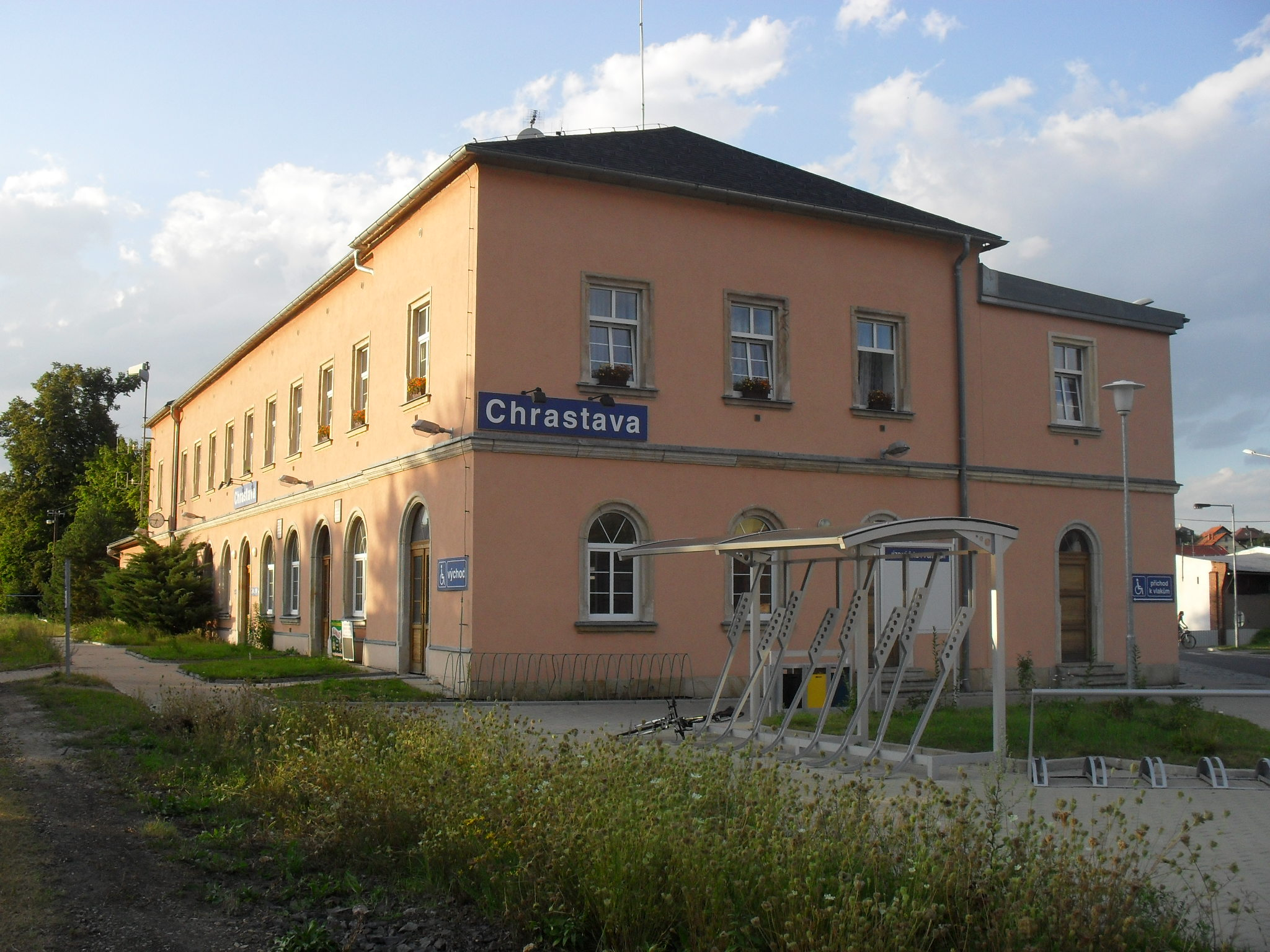
Chrastavské nádraží
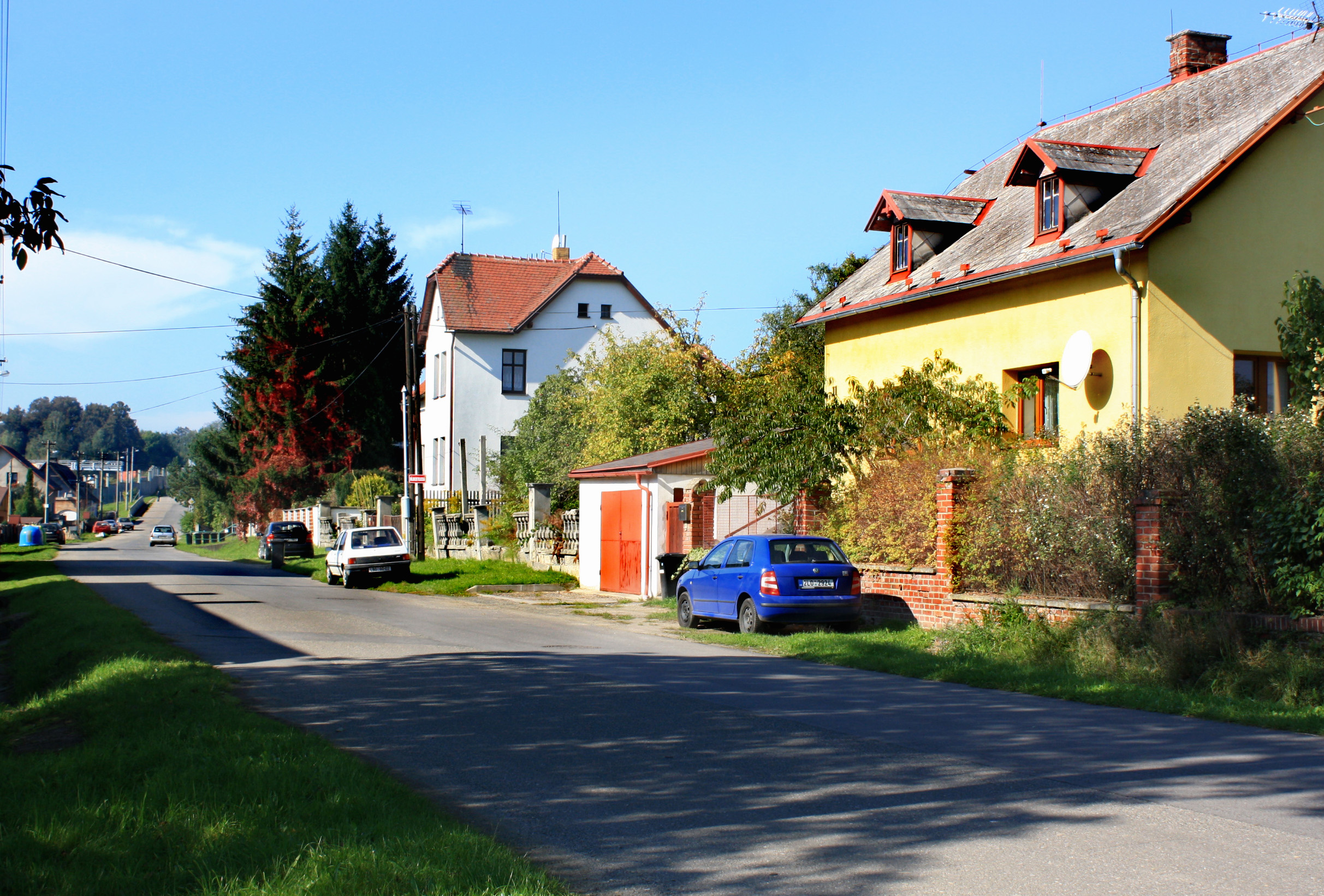
Bílokostelecká ulice
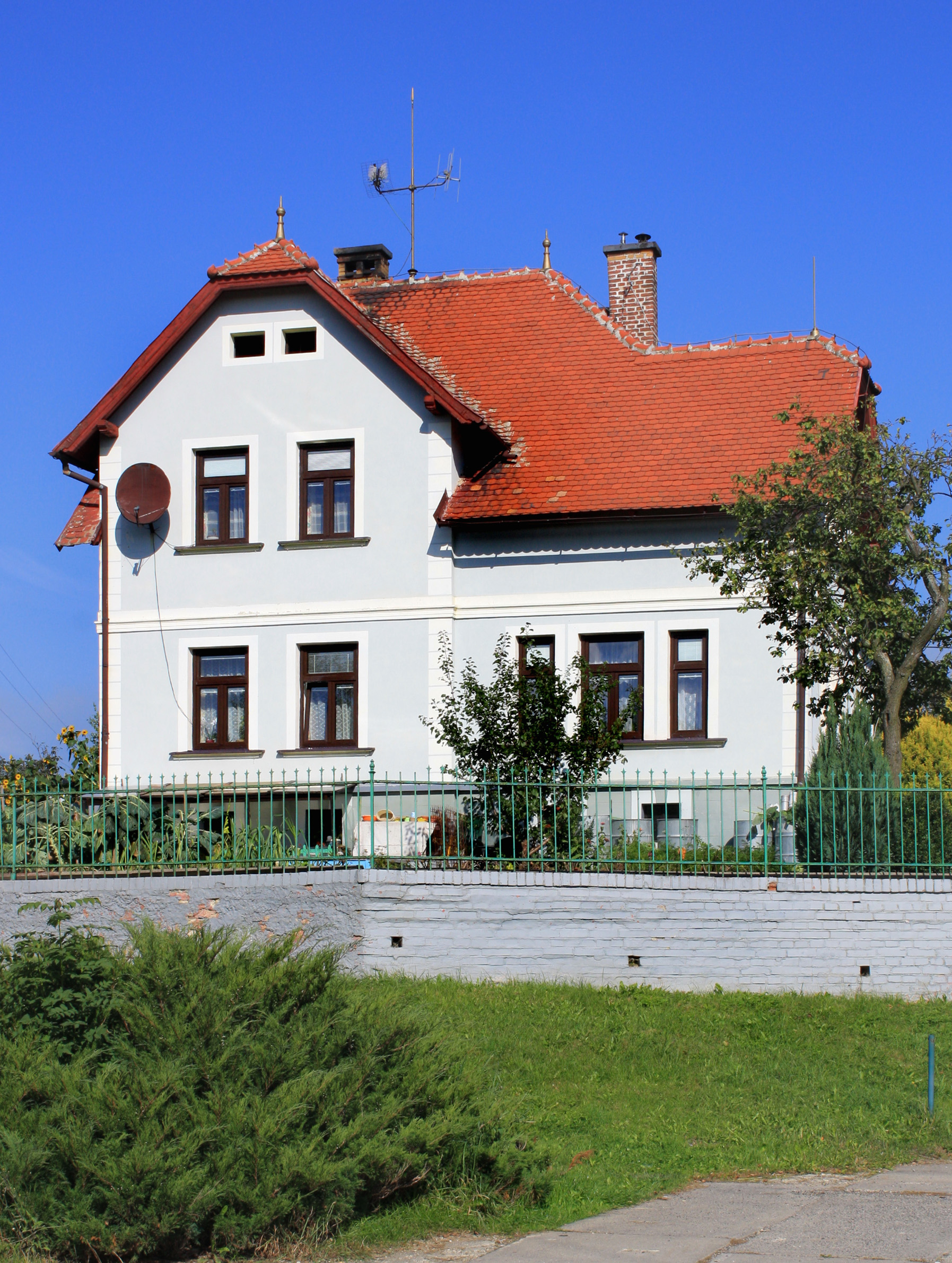
Vila v Polní ulici